# Clonakilty Bay SPA
Clonakilty Bay SPA este o arie protejată (arie de protecție specială avifaunistică — SPA) din Irlanda întinsă pe o suprafață de 507,76 ha, integral pe uscat.

## Localizare
Centrul sitului Clonakilty Bay SPA este situat la coordonatele 51°36′09″N 8°52′18″W / 51.602557°N 8.871618°V.

## Înființare
Situl Clonakilty Bay SPA a fost declarat arie de protecție specială avifaunistică în decembrie 2007 pentru a proteja 23 de specii de animale.

## Biodiversitate
Situată în ecoregiunea atlantică, aria protejată nu include niciun habitat protejat.
La baza desemnării sitului se află mai multe specii protejate de  păsări (23): rață pitică (Anas crecca), rață fluierătoare (Anas penelope), rață mare (Anas platyrhynchos), pietruș (Arenaria interpres), ciuf de câmp (Asio flammeus), fugaci de țărm (Calidris alpina), Calidris canutus, fugaci roșcat (Calidris ferruginea), fugaci mic (Calidris minuta), prundaș gulerat mare (Charadrius hiaticula), egretă mică (Egretta garzetta), scoicar (Haematopus ostralegus), sitar de mal nordic (Limosa lapponica), sitar de mâl (Limosa limosa), Mergus serrator, culic mare (Numenius arquata), cormoran mare (Phalacrocorax carbo), ploier auriu (Pluvialis apricaria), ploier argintiu (Pluvialis squatarola), călifar alb (Tadorna tadorna), fluierar cu picioare verzi (Tringa nebularia), fluierarul cu picioare roșii (Tringa totanus), nagâț (Vanellus vanellus).
Pe lângă speciile protejate, pe teritoriul sitului au mai fost identificate 2 specii de păsări.